# Österreichische Zoo Organisation
Die Österreichische Zoo Organisation, OZO ist der Zusammenschluss der österreichischen, wissenschaftlich geführten Tiergärten, die nach den internationalen Richtlinien der EAZA (European Association of Zoos and Aquaria) geführt werden.
Neben den Gründungsmitgliedern Alpenzoo Innsbruck, Zoo Salzburg, Tiergarten Schönbrunn und dem Tier- und Naturpark Schloss Herberstein finden sich heute auch der Zoo Schmiding, das Haus des Meeres in Wien sowie der Zoo Linz in dieser Vereinigung.
Sitz des 2001 gegründeten Vereins ist Wien.

## Ziele und Aufgaben
Die Organisation hat sich folgende Ziele gesetzt
- Bewusstseinsbildung und Förderung für Anliegen des Tier-, Arten- und Naturschutzes
- Beteiligung an Arterhaltungs- und Naturschutzprojekten
- Beteiligung an Forschungsaktivitäten zur Erhaltung der Artenvielfalt.
- Ausbildung von Fachleuten im Zoobereich.
- Unterstützung der Behörden

Ziel dieser Organisation ist die Umsetzung der EU Zoo Direktive in Österreich, um den Schutz wildlebender Tiere und die Erhaltung der biologischen Vielfalt durch Vorschriften für die Betriebserlaubnis und Überwachung von Zoos zu gewährleisten, und um auf diese Weise die Rolle der Zoos bei der Erhaltung der biologischen Vielfalt zu stärken. Der Vorstand hat sich intensiv mit der EU-Zoorichtlinie beschäftigt und zu deren sinnvollen Umsetzung Standards verfasst.
Mitgliedzoos der OZO erfüllen insbesondere folgende Kriterien:
- Hohe Qualität in der Tierhaltung
- Beteiligung an Arterhaltungs- und Naturschutzprojekten
- Beteiligung an Forschungsaktivitäten zur Erhaltung der Artenvielfalt
- Information der Zoobesucher über die Bedeutung des Erhalts der biologischen Vielfalt

## Projekte
Derzeit ist die OZO an nachfolgenden Projekten beteiligt:
- Bartgeier

Der Bartgeier (Gypaetus barbatus) wurde im Verlauf des 19. Jahrhunderts im gesamten Alpenraum ausgerottet. Seit 1986 konnten insgesamt 120 Bartgeier aus Zoobeständen an 5 Plätzen wieder freigelassen werden. Bis zum Jahr 2003 wurden 13 Tiere im Freiland nachgezüchtet. Die heranwachsende Bartgeierpopulation wird intensiv überwacht, um sie von Störungen zu schützen und ihr Verhalten erforschen zu können. Außerdem werden weiterhin regelmäßig Jungtiere freigelassen.
- Przewalski-Pferd

Mitte der 1960er Jahre wurde das Przewalski-Pferd (Equus przewalski) in freier Wildbahn ausgerottet. Nur durch die Zucht in den Zoos konnte die Stammform unseres Hauspferdes überleben. Seit 1997 wurden im Gobi B Nationalpark 5 Herden von in Zoos nachgezüchteten Wildpferden wieder in die freie Wildbahn entlassen. Langfristiges Ziel ist ein von menschlicher Unterstützung unabhängiger Bestand an Wildpferden im Nationalpark Gobi B.
- Tiger

Von den acht Tigerunterarten sind drei bereits ausgestorben, die anderen fünf Unterarten sind aufgrund von Lebensraumzerstörung und Wilderei stark gefährdet. Die Organisation 21st Century Tiger macht mit Unterstützung europäischer Zoos auf die Situation des Tigers aufmerksam und sammelt Geld für die Durchführung mehrerer Tigerschutzprojekte. So sollen z. B. Einheiten zur frühen Erkennung und Bekämpfung von Waldbränden oder auch Schutzpatrouillen zur Bekämpfung von Wilderei finanziert werden.